# Драголюб Ячимович
Драголюб Ячимович  (мак. Драгољуб Јачимовиќ; нар. 10 січня 1964) – македонський шахіст, гросмейстер від 2001 року.

## Шахова кар'єра
У період з 1985 по 1991 рік брав участь у фіналах чемпіонатів Югославії. Після здобуття незалежності Македонією опинився в когорті провідних шахістів цієї країни. У 1994-2006 роках п'ять разів брав участь у шахових олімпіадах, 2000 року здобувши золоту медаль в особистому заліку на 3-й шахівниці. Також тричі (1997, 2001, 2005) представляв країну на командних чемпіонатах Європи.
1998 року поділив 3-тє місце позаду Васіла Спасова і Ззвонко Станойоського, разом з Владіміром дімітровим і Миролюбом Лазичем) на турнірі за швейцарською системою в Скоп'є. Неодноразово брав участь у фіналі чемпіонату Македонії, найкращі результати показавши у таких роках: 2005 (поділив 1-3-тє місце), 2006 (поділив 2-3-тє місце), 2007 (поділив 2-3-тє місце) і 2008 (поділив 3-5-те місце). У 2011 році поділив 1-ше місце (разом із, зокрема, Юре Шкоберне, Імре Херою, Робертом Маркушом і Бранко Дамляновичем на турнірі open у Скоп'є.
Найвищий рейтинг Ело в кар'єрі мав станом на 1 квітня 2001 року, досягнувши 2504 очок займав тоді 4-те місце (позаду Тоні Найдоського, Ніколи Міткова і Трайко Недева) серед македонських шахістів.

## Зміни рейтингу
| На цьому місці має відображатися графік чи діаграма, однак з технічних причин його відображення наразі вимкнено. Будь ласка, не видаляйте код, який викликає це повідомлення. Розробники вже працюють для того, щоби відновити штатне функціонування цього графіка або діаграми. | |
| | На цьому місці має відображатися графік чи діаграма, однак з технічних причин його відображення наразі вимкнено. Будь ласка, не видаляйте код, який викликає це повідомлення. Розробники вже працюють для того, щоби відновити штатне функціонування цього графіка або діаграми. |